# Ivan Majeský
Ivan Majeský, född 2 september 1976 i Banska Bystrica i Slovakien, är en slovakisk före detta professionell ishockeyspelare.
Majesky har tidigare spelat i HKm Zvolen, Ilves, Florida Panthers, Atlanta Trashers, HC Sparta Prag, Washington Capitals, Kärpät, Linköping HC, Skellefteå AIK, HC Rabat Kladno och Jokerit.

## Statistik
| 1995–96           | Banská Bystrica     | Extraliga         | 17  | 0  | 0  | 0  | 18  | —  | — | —  | —  | —   |
| 1996–97           | Banská Bystrica     | Extraliga         | 49  | 2  | 4  | 6  | —   | —  | — | —  | —  | —   |
| 1997–98           | Banská Bystrica     | SVK.1             | —   | —  | —  | —  | —   | —  | — | —  | —  | —   |
| 1998–99           | Banská Bystrica     | Extraliga         | 48  | 7  | 7  | 14 | 68  | 6  | 0 | 2  | 2  | 2   |
| 1999–00           | HKM Zvolen          | Extraliga         | 51  | 7  | 9  | 16 | 68  | 10 | 0 | 4  | 4  | 2   |
| 2000–01           | Ilves               | Liiga             | 54  | 2  | 14 | 16 | 99  | 9  | 0 | 1  | 1  | 6   |
| 2001–02           | Ilves               | Liiga             | 44  | 6  | 6  | 12 | 84  | —  | — | —  | —  | —   |
| 2002–03           | Florida Panthers    | NHL               | 82  | 4  | 8  | 12 | 92  | —  | — | —  | —  | —   |
| 2003–04           | Atlanta Thrashers   | NHL               | 63  | 3  | 7  | 10 | 76  | —  | — | —  | —  | —   |
| 2004–05           | HC Sparta Prag      | Extraliga         | 28  | 2  | 6  | 8  | 40  | 5  | 2 | 1  | 3  | 6   |
| 2005–06           | Washington Capitals | NHL               | 57  | 1  | 8  | 9  | 66  | —  | — | —  | —  | —   |
| 2006–07           | Kärpät              | Liiga             | 12  | 2  | 4  | 6  | 18  | —  | — | —  | —  | —   |
| 2006–07           | Linköping HC        | Elitserien        | 46  | 0  | 2  | 2  | 83  | 15 | 1 | 4  | 5  | 43  |
| 2007–08           | Kärpät              | Liiga             | 12  | 1  | 1  | 2  | 6   | —  | — | —  | —  | —   |
| 2007–08           | Linköping HC        | Elitserien        | 44  | 2  | 6  | 8  | 60  | 16 | 0 | 1  | 1  | 34  |
| 2008–09           | HIFK                | Liiga             | 5   | 0  | 3  | 3  | 6   | —  | — | —  | —  | —   |
| 2008–09           | Linköping HC        | Elitserien        | 40  | 1  | 8  | 9  | 54  | 5  | 0 | 0  | 0  | 4   |
| 2009–10           | Rytíři Kladno       | Extraliga         | 7   | 2  | 2  | 4  | 16  | —  | — | —  | —  | —   |
| 2009–10           | Skellefteå AIK      | Elitserien        | 53  | 3  | 12 | 15 | 76  | 12 | 1 | 5  | 6  | 16  |
| 2010–11           | Skellefteå AIK      | Elitserien        | 44  | 1  | 8  | 9  | 28  | 16 | 0 | 3  | 3  | 24  |
| 2011–12           | Rytíři Kladno       | Extraliga         | 20  | 1  | 8  | 9  | 20  | —  | — | —  | —  | —   |
| 2011–12           | Linköping HC        | Elitserien        | 22  | 0  | 3  | 3  | 18  | —  | — | —  | —  | —   |
| 2012–13           | Rytíři Kladno       | Extraliga         | 36  | 1  | 5  | 6  | 52  | —  | — | —  | —  | —   |
| 2012–13           | Jokerit             | Liiga             | 18  | 1  | 2  | 3  | 18  | 6  | 0 | 1  | 1  | 8   |
| 2013–14           | Rytíři Kladno       | Extraliga         | 31  | 0  | 6  | 6  | 38  | —  | — | —  | —  | —   |
| 2014–15           | HC Olomouc          | Extraliga         | 42  | 3  | 5  | 8  | 139 | —  | — | —  | —  | —   |
| 2015–16           | Banská Bystrica     | Extraliga         | 6   | 0  | 0  | 0  | 2   | 17 | 1 | 3  | 4  | 10  |
| 2016–17           | Banská Bystrica     | Extraliga         | 3   | 0  | 0  | 0  | 4   | —  | — | —  | —  | —   |
| Elitserien totalt | Elitserien totalt   | Elitserien totalt | 249 | 7  | 39 | 46 | 319 | 64 | 2 | 13 | 15 | 121 |
| NHL totalt        | NHL totalt          | NHL totalt        | 202 | 8  | 23 | 31 | 234 | —  | — | —  | —  | —   |
| Extraliga totalt  | Extraliga totalt    | Extraliga totalt  | 174 | 16 | 20 | 36 | 160 | 33 | 1 | 9  | 10 | 14  |